# Tommaso Stefani
Tommaso Stefani (Bagno a Ripoli, 4 maggio 2001) è un pallavolista italiano, opposto del Padova.

## Carriera

### Club
La carriera di Tommaso Stefani inizia nella stagione 2015-16 nella società federale del Club Italia, militando sia in Serie A2 che, nella stessa annata, in Serie B2: con la stessa squadra disputa poi la Serie B nella stagione 2016-17 e quella cadetta dalla stagione 2017-18.
Nell'annata 2019-20 esordisce in Superlega ingaggiato dalla Porto Robur Costa, mentre in quella 2020-21 passa alle neopromossa Prisma Taranto. Dopo un infortunio alla spalla, ritorna in campo per il campionato 2023-24, a competizione già iniziata, firmando per il Padova, sempre nella massima divisione.

### Nazionale (competizioni minori)
Nel 2017 viene convocato nella nazionale italiana under 17, con cui vince la medaglia d'oro al campionato europeo; nel 2018, con la selezione under 18, conquista il bronzo al campionato continentale, dov'è premiato come miglior schiacciatore, mentre l'anno successivo, con quella under 19, si aggiudica l'argento al campionato WEVZA under 19 e l'oro al XV Festival olimpico estivo della gioventù europea e al campionato mondiale. È convocato inoltre nella nazionale under 20 nel 2020, mettendo al collo l'argento al campionato europeo, in quella under 21 nel 2021, vincendo l'oro al campionato mondiale, e in quella under 22 nel 2022.
Nel 2022 ottiene le prime convocazioni nella nazionale maggiore.

## Palmarès
- Campionato europeo under 17 2017
- Campionato europeo under 18 2018
- Campionato WEVZA under 19
- Festival olimpico estivo della gioventù europea 2019
- Campionato mondiale under 19 2019
- Campionato europeo under 20 2020
- Campionato mondiale under 21 2021

### Premi individuali
- 2018 - Campionato europeo under 18: Miglior schiacciatore